# Tatjana Petrenko-Samoesenko
Tatjana Petrenko-Samoesenko (Ostrosjitsy, 2 november 1938 - Minsk, 24 januari 2000) was een Sovjet-Wit-Russisch schermer.
Petrenko won met de Sovjetploeg vier olympische medailles drie gouden en één zilveren, Petrenko nam individueel nooit deel aan de spelen. Petrenko werd éénmaal wereldkampioen individueel en viermaal met het team.

## Resultaten

### Olympische Zomerspelen
| Jaar | Plaats      | Resultaten  |
| ---- | ----------- | ----------- |
| 1960 | Rome        | floret team |
| 1964 | Tokio       | floret team |
| 1968 | Mexico-stad | floret team |
| 1972 | München     | floret team |

### Wereldkampioenschappen schermen
| Jaar | Plaats       | Resultaten           |
| ---- | ------------ | -------------------- |
| 1959 | Boedapest    | floret team · floret |
| 1962 | Buenos Aires | floret team          |
| 1963 | Gdańsk       | floret team          |
| 1965 | Parijs       | floret team          |
| 1966 | Moskou       | floret · floret team |
| 1967 | Montreal     | floret team          |
| 1969 | Havana       | floret team          |
| 1970 | Ankara       | floret team          |

1960: Gorochova, Petrenko, Proedskova, Rastvorova, Sjisjova, Zabelina ·
1964: Juhász-Nagy, Marosi, Mendelényi-Ágoston, Sákovics-Dömölky, Ildikó Ujlaki-Rejtő ·
1968: Gorochova, Petrenko-Samoesenko, Novikova, Tsjirkova, Zabelina ·
1972: Belova-Novikova, Gorochova, Petrenko-Samoesenko, Tsjirkova, Zabelina ·
1976: Belova-Novikova, Giljazova, Knjazeva, Sidorova, Nikonova ·
1980: Begard, Brouquier, Gaudin, Muzio, Trinquet ·
1984: Bischoff, Funkenhauser, Hanisch, Weber, Wessel ·
1988: Bau, Fichtel, Funkenhauser, Klug, Weber ·
1992: Bianchedi, Bortolozzi, Trillini, Vaccaroni, Zalaffi ·
1996: Bortolozzi, Trillini, Vezzali ·
2000: Bianchedi, Giacometti, Trillini, Vezzali ·
2008: Boiko, Lamonova, Nikichina, Sjanajeva ·
2012: Errigo, Di Francisca, Salvatori, Vezzali ·
2020: Deriglazova, Zagidoellina, Korobejnikova, Martjanova ·
2024: Dubrovich, Kiefer, Scruggs, Weintraub